# Most przy ul. Witebskiej w Bydgoszczy

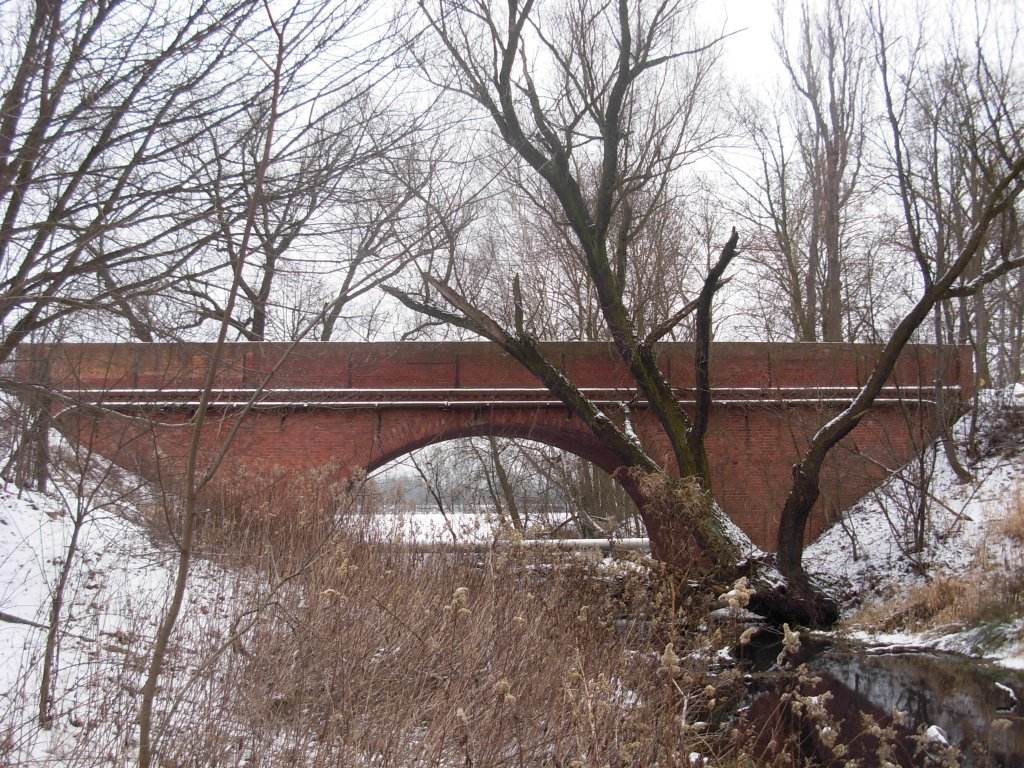
Widok od zachodu

Most przy ul. Witebskiej w Bydgoszczy – most drogowy, ceglany, łukowy ponad zatoką toru regatowego w Bydgoszczy. Jeden z najstarszych zachowanych w oryginalnej postaci obiektów mostowych w Bydgoszczy.

## Lokalizacja
Most spina oba brzegi zatoki na zachodnim brzegu toru regatowego, w ciągu ul. Witebskiej, na osiedlu Brdyujście, we wschodniej części miasta Bydgoszczy.

## Charakterystyka
Przeprawa mieści jezdnię drogową z jednym pasem ruchu oraz dwa chodniki dla pieszych. Nośność obiektu wynosi 15 ton.

## Historia
Most zbudowano w 1890 r. po wypełnieniu wodą zatoki toru regatowego, co nastąpiło między 1879 r., a 1907 r.
Zatoka wodna znajduje się w wąwozie o długości 380 m. Ma ona charakter sztuczny, a do jej powstania wykorzystano wyrobisko po starej żwirowni.
Do lat 60. XX w. w zatoce składowano tratwy drewniane, które zabezpieczano przed wpłynięciem na akwen toru regatowego łańcuchami przytwierdzanymi do uchwytów na moście.
30 września 1967 r. w pobliżu mostu uruchomiono drugą w Bydgoszczy gazownię, która do czasu zamknięcia w 1990 r. produkowała 120 tys. m³ gazu węglowego na dobę. Sąsiedztwo zakładu przyczyniło się do zanieczyszczenia wód zatoki wodnej i degradacji miejscowego środowiska.

## Obciążenie ruchem
Z uwagi na peryferyjne położenie, na moście nie notuje się dużego ruchu pojazdów. Obiekt ma jednak duże znaczenie komunikacyjne, gdyż ul. Witebska stanowi połączenie wschodniej dzielnicy przemysłowej z ul. Fordońską w kierunku dzielnicy Fordon.